# لیزا کامرون
لیزا کامرون (به انگلیسی: Lisa Cameron) (متولد ۸ آوریل ۱۹۷۲) سیاستمدار اسکاتلندی و مشاور سابق روان‌شناسی بالینی است که به عنوان عضو پارلمان (MP) برای کیلبراید شرقی، استراتاون و لسماهاگو از زمان پیروزی در کرسی در انتخابات عمومی ۲۰۱۵ تا کناره‌گیری در انتخابات عمومی ۲۰۲۴ خدمت کرد. او ابتدا برای حزب ملی اسکاتلند (SNP) انتخاب شد و در سال ۲۰۱۷ و سال ۲۰۱۹ برای آن حزب مجدداً انتخاب شد، پیش از آنکه در اکتبر ۲۰۲۳ به محافظه‌کاران اسکاتلند تغییر حزب دهد.

## اوایل زندگی و حرفه
لیزا کامرون در ۸ آوریل ۱۹۷۲ در گلاسگو، اسکاتلند متولد شد. پدرش زمانی که او نوزاد بود به آمریکا رفت و او توسط مادرش، که منشی شرکت رولز-رویس و «محافظه‌کار طبقه کارگر» بود، و یک راننده تاکسی بزرگ شد. او در مدرسه ابتدایی ساوث پارک، مدرسه ابتدایی ایست میلتون و مدرسه متوسطه دانکانریگ تحصیل کرد، پیش از آنکه روان‌شناسی را در دانشگاه استرثکلاید بخواند و با مدرک کارشناسی علوم فارغ‌التحصیل شود. کامرون به تحصیلات بیشتر در روان‌شناسی و بهداشت در دانشگاه استرلینگ پرداخت و مدرک کارشناسی ارشد دریافت کرد و سپس مدرک دکترای روان‌شناسی بالینی را از دانشگاه گلاسگو گرفت. پس از دانشگاه، کامرون در روان‌شناسی قضایی و بالینی تخصص یافت. او به عنوان مشاور در بیمارستان دولتی، به عنوان روان‌شناس بالینی در خدمات بهداشت ملی اسکاتلند کار کرد.
کامرون در همه‌پرسی استقلال اسکاتلند ۲۰۱۴ به نفع استقلال اسکاتلند رأی داد. پس از اعلام نتایج همه‌پرسی، که در آن اسکاتلند به ماندن در اتحادیه پادشاهی متحده رأی داد؛ او به حزب ملی اسکاتلند (SNP) پیوست. کامرون بیش از یک دهه به عنوان نماینده اتحادیه کارگری برای یونایت فعالیت کرد.
کامرون در انتخابات عمومی ۲۰۱۵ به عنوان نماینده حزب ملی اسکاتلند (SNP) برای حوزه کیلبراید شرقی، استراتاون و لسماهاگو انتخاب شد. او اولین روان‌شناس بالینی است که به عضویت مجلس عوام بریتانیا درآمد.
در دوران نمایندگی‌اش، کامرون ریاست گروه‌های پارلمانی متعددی از جمله گروه‌های سلامت، معلولیت و رفاه حیوانات را بر عهده داشت. او در سال ۲۰۱۷ کمپین موفق «قانون لوسی» علیه پرورش سگ‌های خانگی را در مجلس عوام راه‌اندازی کرد که در سال ۲۰۱۹ به قانون تبدیل شد.
کامرون در اکتبر ۲۰۲۳ از حزب ملی اسکاتلند به حزب محافظه‌کار پیوست. او دلیل این تغییر حزب را «فضای سمی و قلدرمآبانه» در SNP و حمایت نکردن رهبری حزب از قربانیان آزار و اذیت عنوان کرد. پس از این تغییر حزب، او اعلام کرد که در انتخابات بعدی نامزد نخواهد شد.
در دسامبر ۲۰۲۳، کامرون به عنوان دستیار پارلمانی وزیر امور اسکاتلند منصوب شد. او در مارس ۲۰۲۴ جایزه مادام‌العمر خدمات به معلولان را از خیریه Universal Inclusion دریافت کرد.

## زندگی شخصی
کامرون در سال ۲۰۰۹ با مارک هورشام ازدواج کرد. آنها دو دختر دارند و در لانارکشر جنوبی زندگی می‌کنند. هورشام از سال ۲۰۱۷ به عنوان عضو شورای منطقه کلایدزدیل جنوبی در شورای لنارکشایر جنوبی فعالیت می‌کند و قهرمان کهنه‌سربازان شورا است. او در سال ۲۰۲۰ جایزه عضو جدید شورای سال اسکاتلند را دریافت کرد. پس از پیوستن کامرون به حزب محافظه‌کار، هورشام اعلام کرد که از وظایف خود به عنوان عضو شورای SNP کناره‌گیری می‌کند. یازده روز بعد، در ۲۳ اکتبر، او نیز حزب را ترک کرد. او دلیل این کار را نگرانی برای امنیت همسر و فرزندانش به دلیل تهدیدهایی که خانواده‌اش دریافت کرده بودند، عنوان کرد. کامرون در کلیسای آزاد اسکاتلند که یک کلیسای انجیلی است، حضور فعال دارد.